# アンビエント (小説)
『アンビエント』（Ambient）は、ジャック・ウォマックの長篇小説。1987年発行。ウォマックによる「アンビエント」シリーズ（「ドライコ」シリーズとも呼ばれる）の第1作。日本では未訳。

## 概要
21世紀前半のニューヨークを舞台とした小説。シリーズ全体の幕開けとして、経済危機、キリスト教の失墜、内戦により荒廃した世界で語り手たちが生きる様子が描かれる。
シリーズ中、もっとも登場人物の言葉遣いが多彩であり、英語の他にスペイン語、フランス語、パトワ、ラテン語、極端に省略された造語である業務語（bizspeak）などが入り混じる。特に、アンビエントという集団の人工言語は詩的かつ難解であり、ウォマックの特徴である言語へのこだわりが表れている。暴力描写の一部は、スラップスティックとも読めるように書かれている。
シリーズ6部作を時系列に並べると3番目にあたる作品。最初にあたる『ランダム・アクツ・オブ・センスレス・ヴァイオレンス』は1998年が舞台であり、その約13年後が想定されている。

### キーワード
ドライコ（Dryco）
アメリカを支配する多国籍企業。もとは麻薬売買の会社だったが、世界規模の混乱を機会に拡大。現在は軍や大統領を支配下におき、世界各地に手を伸ばしている。後ろ暗い業務とは正反対に、スマイリーフェイスをもとにしたロゴを用いている。本作品の時代は、マンハッタンのロックフェラー・センターに本社がある。
潮（Ebb）
1990年代からはじまる混乱の総称。経済危機、Q資料の公開によるキリスト教の失墜、ロングアイランドでの内戦、通貨改定、地域紛争の激化などを指す。治安は悪化し、マンハッタンはいくつものゾーンに分割されている。
アンビエント（Ambient）
社会から見捨てられた人々による集団。アンビエント語（Ambient speech）と呼ばれる言葉遣いと肉体的特徴で知られる。オリジナルのアンビエントはロングアイランドの生まれで高い知能を持つ。また、普通の人間が外科手術を行なってアンビエントとなった者もいる。アンビエント語は、古英語、初期近代英語、スペイン語、フランス語などが混ざり、部外者には意味がつかみにくい。同性同士でカップルを作る。

## 主な登場人物
シェイマス・オマリイ（Seamus O'Malley）
本作品の語り手で、20代後半のアイルランド系。ドライコのボディガードをつとめ、その他の業務にも通じている。両親を少年時代に亡くして以来、姉のイーニッドと2人暮らし。10代からドライコのために働いてきたが、イーニッドを通してアンビエントたちとも関わりを持ち、ふたつの世界の間で悩み続ける。イーニッドの影響でアンビエント語を理解できる。
ミスター・ドライデン（Mister Dryden）
ドライコの経営者で、シェイマスの雇い主。生命の危険が日常化した生活のなかで猜疑心と薬物にむしばまれ、しばしば怒りの発作を起こしては命をたやすく奪う。勝者が敗者の経営権を得るという企業同士の殺人イベント「会議」（conference）を開催。
アヴァロン（Avalon）
ジュディ（Judy）という以外、本名は不明。ミスター・ドライデンの愛人だが、彼の元を離れることを願い、シェイマスに心を移している。ときに策略に長けたところを見せる。「会議」では、ドライデンの代理人として戦う。
ジミー（Jimmy）
ドライコの運転手で、シェイマス以上の巨漢。雇われる前はカリブ海系のギャングの一員であり、シェイマスには警戒されている。パトワを話す。
ジェイク（Jake）
ドライコのメインオフィス統括者。暗殺などの任務に熟達しており、シェイマスも一目置く相手。日本刀（Kyoto sword）を所持する。
イーニッド・オマリイ（Enid O'Malley）
シェイマスの姉。弟を守り育てたのちに外科手術で身体を改造し、志願してアンビエントとなった。アンビエントたちが集うライヴハウスの上階に暮らしている。身体や言葉遣いが変わった今でも、弟の身を案じ、常に気遣いをみせる。
親爺殿（Old Man）
ミスター・ドライデンの父。サッチャー・ドライデン・シニアという名は偽名。ビジネスの第一線を退いたが、今も多大な影響力を持つ。エルヴィス・プレスリーの再来を信じ、彼を祭るE教会（Chirch of E）を作って礼拝を行なっている。マンハッタンが水没すると考えており、ブロンクスに新都市を築く計画をめぐって息子と対立する。
スージイ・D（Susie D）
親爺殿の亡妻。親爺殿と共にドライコ繁栄の礎を作ったが、謎の死を遂げている。
マーゴット（Margot）
アンビエント。イーニッドの恋人で、彼女の部屋に出入りしている。オリジナルのアンビエントであり、イーニッドよりもさらに言葉遣いが難解。
レスター・マキャフリイ（Lester Macaffrey）
アンビエントが崇拝する救世主。神（God）と善神（Godness）にまつわる教えを広めた。その教えによれば、創世が困難だったために創世主は悪なる神と善なる善神に分裂したが、いつか再び結びつくという。
ジョアナ（Joanna）
レスターの教えを伝えたとされる女性。アンビエントたちは、『ジョアナの幻視』（Visions of Joanna）という聖典を持ち、秘密の集会で使っている。
アリス（Alice）
12世代型コンピュータ。ドライコが日米の技術者を使って秘密裡に開発した人工知能。

## あらすじ
ボディガードのオマリイは、いつものように雇い主のドライデンに同行してマンハッタンを動き回っていた。彼が属するドライコでは、死に満ちたビジネスと、混乱を増す一方の雇い主の行動が日常と化している。その日も無意味な殺害を命じられたオマリイは、ドライデンの愛人であるアヴァロンとの生活を夢見るようになる。
オマリイは、ドライデンから彼の父親である「親爺殿」の暗殺を命じられる。ビジネスをめぐって2人は対立し、相手の命を狙うまでに悪化していた。ドライデンは報酬として、莫大な財産とアヴァロンとの暮らしを約束する。アヴァロンはドライデンを信用しないが、オマリイは迷いつつも承知する。自宅へ帰ったオマリイは、姉のイーニッドから助言を受けたのち、ドライデンやアヴァロンと親爺殿の屋敷へ向かう。
オマリイは、親父殿を暗殺するための時限爆弾を仕掛ける。計画はうまく進むかに思われたが、意外なところで妨害が入り、オマリイとアヴァロンはマンハッタンを逃亡する。オマリイは逃亡生活を通して、アンビエントたちの儀式、親爺殿の権力の秘密、そしてドライコの機密技術を目の当たりにし、決断を迫られる。

## 年表
以下は、シリーズ6作の記述をもとに本作品の出来事を年表にしたもの。特に1998年以降については、数年のずれが生じている可能性がある。ページ数は、Grove press版ペーパーバックによる。
- 1950年代前半：Q資料、発見される(p225)
- 196?年：サッチャー、16歳のときにエルヴィスと会う(p98)
- 196?年：サッチャー、スージイと結婚(p37)
- 1979年：オズワルドに関するレポート(p224)
- 1980年?：イーニッド・オマリイ誕生(p)
- 1984年：シェイマス・オマリイ誕生(p21)
- 198?年：ロングアイランドでアンビエント誕生(p67,230)
- 1989年?：アヴァロン誕生(p4)
- 1996年：Q資料が公開され、キリスト教の影響力が大きく失なわれる(p21,80)
- 1996年：経済危機(p21)
- 1996年：州兵を母体にホーム・アーミー（Home Army）が組織される(p75)
- 1996年：オマリイの母死亡(p21)／オマリイ宅が襲撃される(p173)／オマリイの父死亡?(p242)
- 1997年：オマリイ、ドライコで働くようになる(p4,245)
- 1998年：アリス開発開始(p236)
- 1998年5月20日：サッチャー、大統領だった間抜けのチャーリイ（Bastard Charlie）からキャビネットの資料を入手(p227）
- 2000年：ドライデン・サード誕生(p42)
- 2002年：オマリイ、高校卒業後にイェール大学の守衛につき、ミスター・ドライデンと会う。以後、彼の護衛につく(p8)
- 200?年：ニューヨーク・ヤンキース、ワールド・シリーズ優勝後に球場を破壊され、ナッシュヴィルに移転(p213)
- 200?年：イーニッド、アンビエントとなるための手術を受ける。オマリイ、耳を人工物にする(p10)
- 2006年：アリス完成(p236)
- 2008年：ジョニー、9歳。アリスが改造をはじめる(p245)
- 2010年：サッチャー、スージイを殺害(p241)／ジュニア、薬物にのめりこむようになる（p16）
- 2010年：ジュニア、「会議」を発案(p28)
- 2011年?：米露戦争21周年?(p23)
- 2011年1月9日（金）：ジュニア、書店で買い物(p9)
- 2011年1月16日（金）：オマリイ、書店員を殺す(p15)／ジュニアの暗殺未遂(p25)／サットコムとの「会議」が開催される(p32)／ジュニア、ロペを殺す(p34)／ジュニア、オマリイにサッチャー殺害を命令(p40)／オマリイ、イーニッドのいるビルへ(p57)／アンビエントのライヴ、イーニッドと会う(p60)／Human Life Day式典で事件(p72)
- 2011年1月17日（土）：オマリイ、ジュニア達と合流(p84)／サッチャーの屋敷へ(p89)／E教会礼拝(p93)／ドライデン・サード誕生会(p96)／射撃会(p107)
- 2011年1月18日（日）：Human Life Day(p72)／朝食で、ジュニアとサッチャー口論(p109)／オマリイ、アヴァロンと逃走(p122)／イーニッドの家にアヴァロンと避難(p136)
- 2011年1月19日（月）：オマリイ達、地下鉄へ(p146)／オマリイ、アンビエントの集会を目撃(p155)／オマリイ達、眠る(p174)
- 2011年1月20日（火）：アヴァロン消える(p176)／オマリイ、ウィリス大佐に会う(p184)／オマリイ、ジュニアと再会(p193)／ジュニア死亡(p207)／オマリイ、サッチャーやアヴァロンと会う(p215)／オマリイ、ファイルを読む(p224)／オマリイ、墓場にてアリスと対面(p235)／イーニッドと再会(p246)／アヴァロン、サッチャーを射殺(p257)

## シリーズの他作品との関連
シリーズ作品を時系列に沿って並べると、以下のようになる。
1. ランダム・アクツ・オブ・センスレス・ヴァイオレンス（Random Acts of Senseless Violence）
  - アンビエントと思われる子供たちが登場。
2. ヒーザーン（Heathern） - 1.の約半年後
  - アンビエントたちが語り伝えているレスターとジョアナが登場。レスターの教え子として、マーゴットをはじめアンビエントと思われる子供たちが登場。
  - 親爺殿ことサッチャー・ドライデン・シニアや生前のスージイがドライコを経営する様子が語られている。また、新米時代の若いジェイクが登場。
  - ジェイクが日本刀を入手した経緯が語られる。
  - 親爺殿が回想していた大地震が起きる。
  - 親爺殿の持っていたファイルキャビネットが登場。内容は明かされない。
  - ロングアイランド戦争が長期化した裏事情が明かされている。
  - アリス開発中の墓場（The Tombs）が描かれる。
3. アンビエント（Ambient） - 本作品：2.の約13年後
4. テラプレーン（Terraplane） - 3.の約4年後
  - 「ミスター・オマリイ」という名がルーサーの語りにあることから、オマリイが後にドライコを経営する身になっているとわかる。
  - ジェイクが引き続き登場。本作でオマリイに"real master"と呼ばれた腕前を発揮する。
  - アヴァロンと思われる「ミズ・グラストンバリ」という黒人女性がドライコ上層部にいることが語られる。
  - オマリイが使ったものと同型と思われる小型チェーンソウが登場。
  - ロングアイランド戦争の結末が手短に語られる。
5. エルヴィシー（Elvissey） - 4.の約16年後
  - ドライデン一族亡き後のドライコが描かれる。
  - 親爺殿が礼拝をしていたE教会のその後が描かれる。
  - 親爺殿のコレクションにあったハドソン・ホーネットがドライコの任務に使われる。
6. ゴーイング、ゴーイング、ゴーン（Going, Going, Gone） - 5.の約14年後